# Borealer Schild

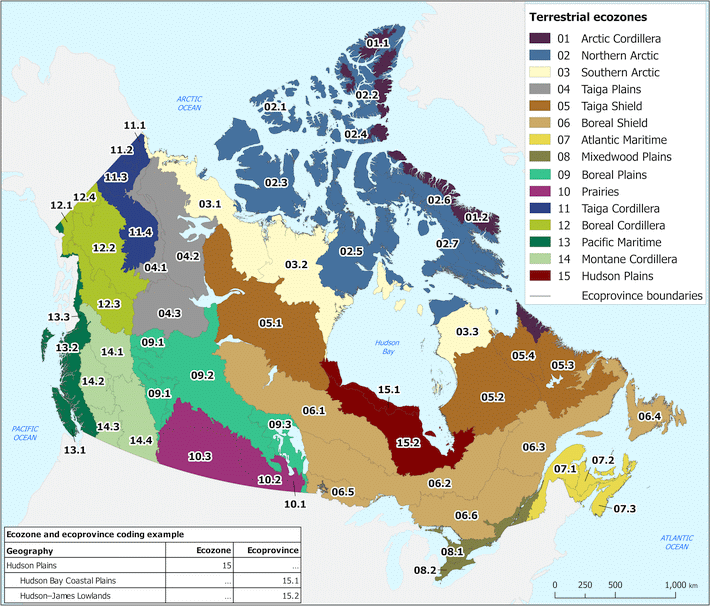
Lage des Borealen Schildes
(#6, hellbraun)

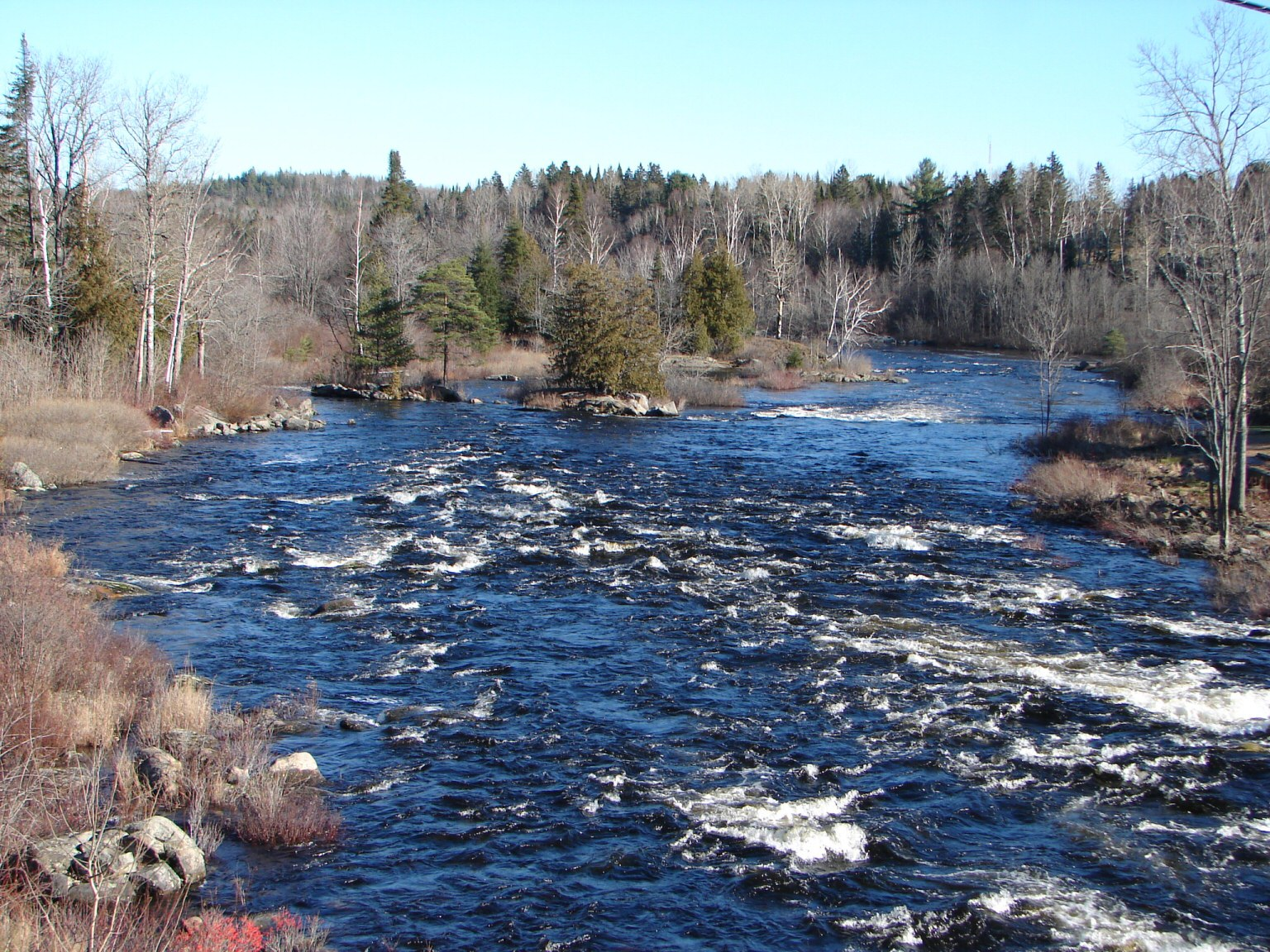
Madawaska River, New Brunswick

Der Boreale Schild ist die boreale Ökoregion Kanadas. Sie ist der südliche Teil des Kanadischen Schildes. Sie erstreckt sich über 3800 Kilometer von der Ostspitze Neufundlands bis in den Norden Albertas. Diese mit granitenen Felsen durchsetzte Landschaft wird als die Überlappung des kanadischen Schildes mit dem borealen Wald Kanadas definiert.
Der Boreale Schild ist auch Kanadas größte der 15 Ökoregionen und bedeckt fast 20 % seiner Landmasse (ca. 1.800.000 km²), enthält 43 % des forstwirtschaftlich genutzten Waldlandes und stellt 22 % des Süßwassers Kanadas, wenn man vom Grundwasser absieht. Die Ökoregion erwirtschaftet etwa 50 Mrd. Kanadische Dollar. Dazu tragen die Stromerzeugung mit Wasserkraft mit 16 Mrd. CAD bei, während Bergbau und Forstwirtschaft etwa jeweils 6 Mrd. erwirtschaften. Die Forstwirtschaft liefert den Rohstoff für Zellstoff und Papier. Der Boreale Schild ist Heimat von drei Millionen Menschen und stellt 15 % jener Arbeitsplätze, die durch die natürlichen Ressourcen direkt entstehen.
Die Ökoregion boreal shield zeigt eine große ökologische Vielfalt, die sowohl Küstenbedingungen wie auch stark kontinental geprägte Gebiete umfasst, große Unterschiede in der Länge der Vegetationsperiode, Mikroklimate, Böden und Vegetation. Trotz dieser Vielfalt ist der Charakter des borealen Schildes relativ einheitlich über die gesamte Ausdehnung des Gebietes.

## Klima
Das Klima des Gebietes ist kontinental mit langen, kalten Wintern und kurzen, warmen Sommern. Luftmassen von der Hudson Bay sorgen für Jahres-Niederschlagsmengen von 400 mm im Westen bis 1000 mm im Osten. Die Durchschnittstemperaturen liegen im Januar bei −15 °C und 17 °C im Juli. Regionen in der Nachbarschaft zu den Great Lakes und zum Atlantik sind durch den ausgleichenden Effekt der großen Gewässer oft wärmer im Winter und kühler im Sommer. Im Durchschnitt gibt es 60 bis 100 frostfreie Tage im Jahr, wobei einige Gebiete weniger als 40 frostfreie Tage aufweisen können. Damit ist die Ökoregion klimatisch nicht mehr für Ackerbau geeignet, da moderner Getreideanbau 100 frostfreie Tage im Jahr benötigt. Allerdings sind die Böden der Ökoregion ohnehin flachgründig und wenig fruchtbar.

## Böden

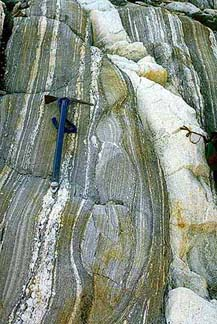
Gebänderter Gneis mit Dyke

Das Grundgestein des borealen Schildes ist gebänderter Gneis, und zwar eine der ältesten Gesteinsformationen der Erde, der sich aus Granit gebildet hat. Während der letzten Eiszeit, die vor 10.000 Jahren endete, wurde der Schild wiederholt von vorstoßenden Gletschern bis weit in den Fels abgeschliffen. Das gelöste Geschiebe wurde von Schmelzwassern abtransportiert, so dass heute nur flachgründige, sehr saure und nährstoffarme Böden vorzufinden sind. Das hoch anstehende Grundgestein sorgt zudem für eine für Pflanzen ungünstige Vernässung. Weite Flächen nehmen Feuchtgebiete ein. Ihre organische Böden sind als Folge von Sauerstoffarmut und ständiger Vernässung ein schlechter Pflanzenstandort.

## Wasserhaushalt
Der boreale Schild ist berühmt für seine Seen und felsigen Ufer. Die Einwirkung eiszeitlicher Gletscher schuf tausende voneinander abgeschnittener Senken, Löcher und Furchen, die heute mit Wasser gefüllt sind. Das uralte kristalline Grundgestein mit seinen Verwerfungen, Dykes, Klüften und Brüchen prägt die Fließdynamik des Wassers derart, dass Hydrologen das Wasserregime als chaotisch beschreiben.
Nach der letzten Eiszeit begann die Besiedlung des Gebietes durch den Menschen, der das ausgedehnte Netzwerk von Flüssen und Seen als Transportweg sowie Nahrungsquelle nutzte. Neben der Fischerei wurde Fallenstellerei und Jagd betrieben, denn die Gewässer ziehen ebenso andere Säugetiere an. Heutzutage nutzt der Mensch die Gewässer des Gebietes in erster Linie zur Erzeugung von elektrischem Strom und zur Erholung.
Im Osten des Borealen Schildes beginnen marine Nahrungsnetze an den felsigen Küsten des Golf des Sankt-Lorenz-Stroms und Neufundlands, die außerdem Brutgebiet für viele Seevögel sind.

## Flora

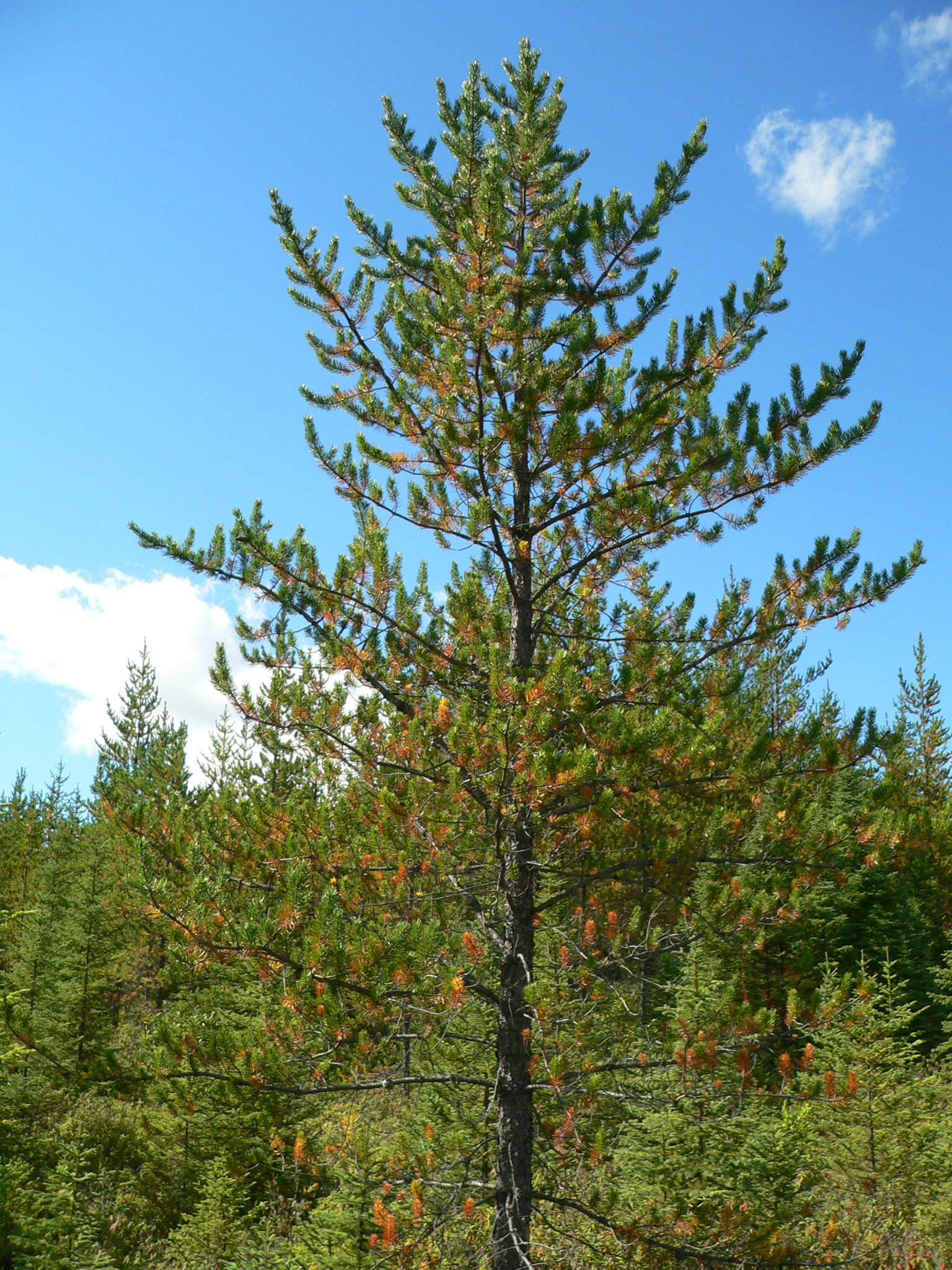
Banks Kiefer (Pinus banksiana)

Während Landwirtschaft im Borealen Schild mit starken Einschränkungen zu kämpfen hat, und regelmäßige Flächenbrände außerdem ein begrenzender Faktor für die Vegetation darstellen, gedeihen Nadelwälder dort gut und bedecken 85 % der Ökoregion. Die Wälder sind von wenigen sehr anpassungsfähigen Baumarten geprägt: Schwarz-Fichte, Weiß-Fichte, Pinus banksiana (jack pine) und Balsam-Tanne. Die Schwarz-Fichte ist am häufigsten vertreten und ist für Kanadas wachsende Papierindustrie Lieferantin von hochwertigem Zellstoff.
Der Anteil an sommergrünen Laubbäumen nimmt in den südlicheren Teilen des Schildes zu. Neben den Koniferen sind hier Papier-Birken, die amerikanische Populus tremuloides und die Westliche Balsam-Pappel mit vertreten. Im Südosten des Gebietes kommen auch Arten vor, die in gemäßigten Klimaten verbreitet sind, wie Gelb-Birke, Zucker-Ahorn, Schwarz-Esche und der Abendländische Lebensbaum.
In der gesamten Ökoregion sind diese Wälder durchmischt mit unzähligen Hochmooren, Niedermooren, Marschen und anderen Feuchtgebieten. Mit 20 % der Fläche sind diese Ökosysteme die artenreichsten und produktivsten im Borealen Schild.

## Fauna

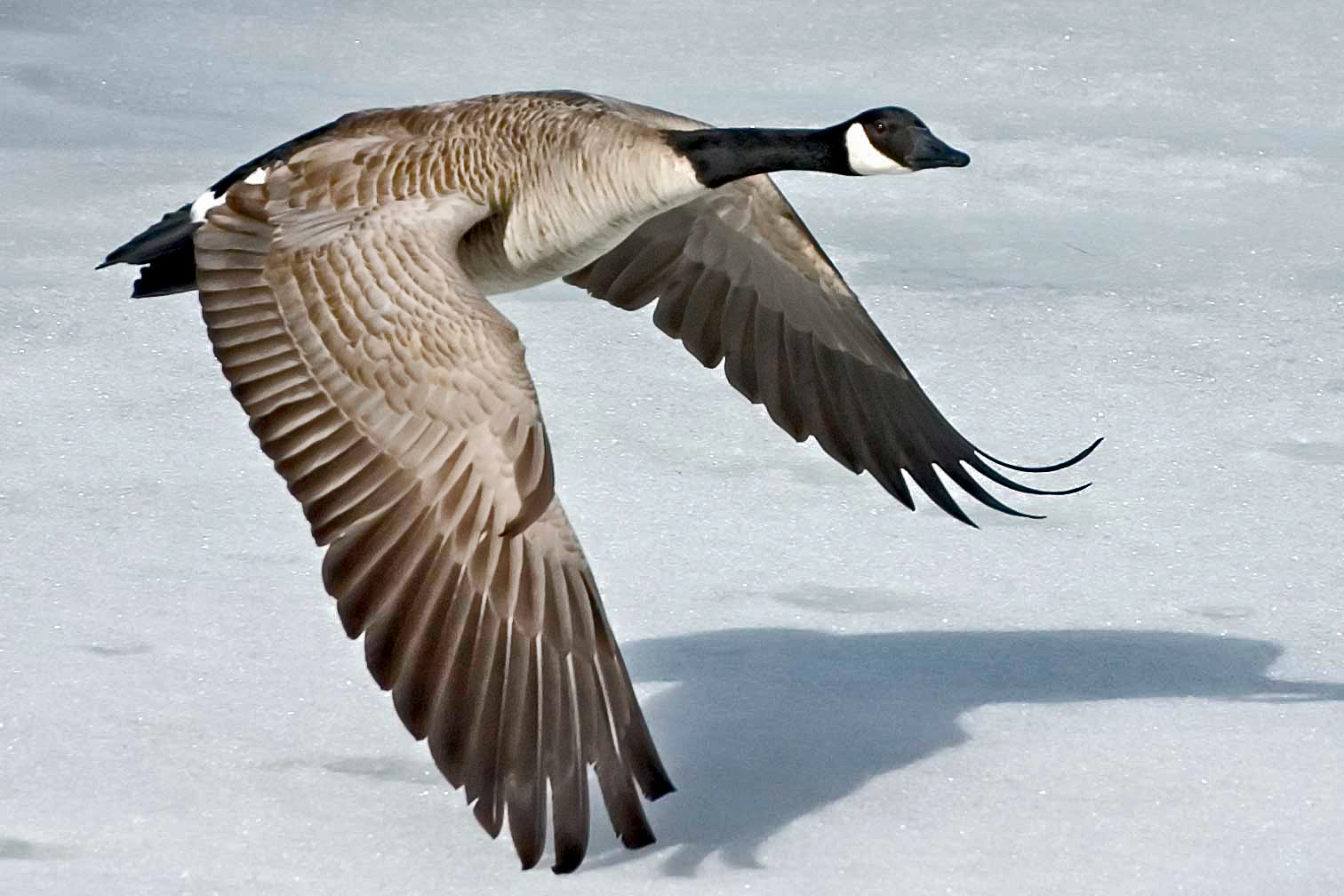
Kanadagans

In jedem Frühjahr ziehen die zahlreichen Gewässer hunderttausende Enten, Seetaucher, Gänse und Schwäne an. Sie kommen entweder zum Brüten oder, unterwegs zu ihren Brutgebieten weiter nördlich, um zu Rasten und zur Nahrungsaufnahme. Die zahlreichsten vertretenen Wasservögelarten, die den Sommer über im Borealen Schild bleiben, sind Büffelkopfenten, Dunkelenten, Brautenten, Ringschnabelenten, Stockenten, Kanadapfeifente, Blauflügelenten, Löffelenten und Kanadagänse. Raufußkauz, Virginia-Uhu, Abendkernbeißer, Blauhäher und Weißkehlammer sind ebenso typische Sommergäste im Gebiet.
Charakteristische Säugetiere, Leitarten des Borealen Schildes, sind Ren, Weißwedelhirsch, Elch, Amerikanischer Schwarzbär, Wolf, Luchs, Schneeschuhhase, Fischermarder, Echte Marder und Skunks. Die zahlreichen Feuchtgebiete, Teiche, Seen und Flüsse sind wichtige Habitate für Biber, Bisam und amerikanische Nerze.
Im arktischen Küstenbereich gibt es Klappmützen, Blauwale, Finnwale, Entenwale, Pottwale, Große Schwertwale und Grindwale. Auch die bedrohten Grönlandwale und Buckelwale können hier angetroffen werden. Im Binnenland zählen Amerikanischer Seesaibling, Heringsmaräne, Zander (Sander vitreus), Bachsaibling und Europäischer Hecht zu den häufigsten Arten der unzähligen Seen und Flüssen der Ökoregion.

## Quelle
- Minister of Public Works and Government Services Canada, 2000: Ecological Assessment of the Boreal Shield Ecozone, ISBN 0-662-28679-0